# Benešov

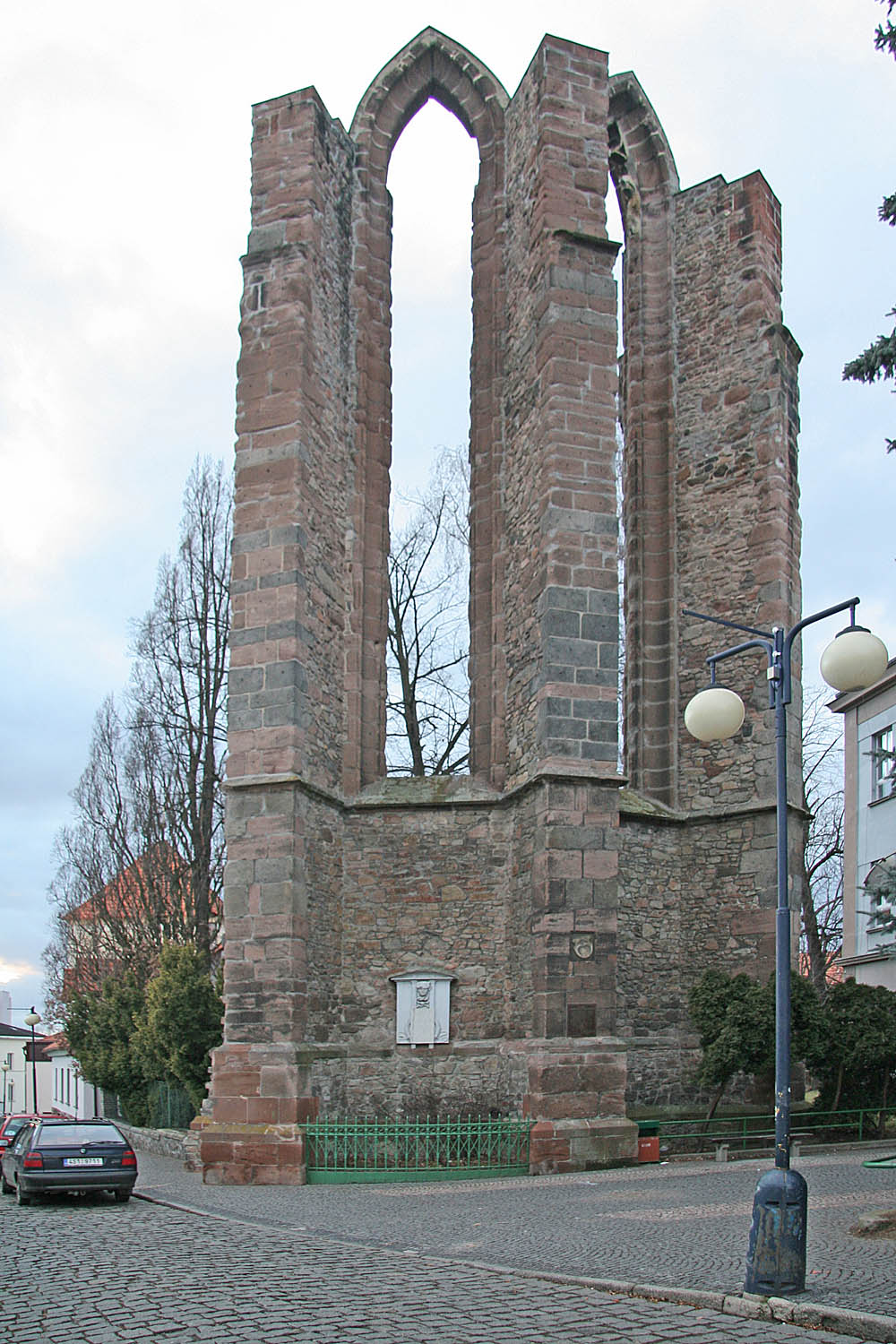
Reste des Minoritenklosters

Benešov (deutsch: Beneschau) ist eine Stadt in der Mittelböhmischen Region, 37 km südöstlich von Prag. Sie ist auch Hauptstadt des gleichnamigen Okres Benešov und ein wichtiges Zentrum der Verwaltung, der Bildung, des Verkehrs und des Handels.

## Geschichte
In Verbindung mit der Festigung der Macht der Přemysliden ließen sich um 1050 die ersten Kolonisten auf dem Karlov-Hügel nieder. Eine Nachricht aus dem 17. Jahrhundert verweist auf eine 1070 bestehende Kirche. Die erste urkundliche Erwähnung von Benešov stammt jedoch erst von 1226, als es im Besitz der Herren von Beneschau war, die hier einen rechteckigen Markt anlegten. 1246 gründete hier der Prager Dompropst Tobias von Benešov, ein Onkel des späteren Prager Bischofs Tobias von Bechin, ein Minoritenkloster. Um 1300 verlegten die Beneschowitzer ihren Sitz auf die nahe Burg Konopischt. Ihr Besitz fiel 1327 an die Herren von Sternberg, deren Wappen bis heute das Stadtwappen von Beneschau ist. Im Jahr 1420 wurde die Stadt von den Hussiten erobert und niedergebrannt.
In Beneschau fanden im späten Mittelalter mehrere politische Verhandlungen statt, so z. B. 1451 und 1473, als der böhmische Landtag hier zusammenkam. Im 15. und 16. Jahrhundert erlebte die Stadt einen wirtschaftlichen Aufschwung, vor allem auch durch ihre Lage am Handelsweg von Prag nach Linz. Seit Ende des 16. Jahrhunderts gab es mehrere Besitzerwechsel. Während des Dreißigjährigen Krieges hatte die Bevölkerung wegen durchziehender polnischer und schwedischer Truppen viel zu erleiden. Zur Förderung der Rekatholisierung und Hebung der Bildung gründete Karl Přehořovský von Kvasejowitz 1703 ein Piaristenkolleg mit einem Gymnasium. Im 19. Jahrhundert entwickelte sich Beneschau, das sich 1802 aus der Untertänigkeit freikaufte, zu einem Zentrum der nationalen Wiedergeburt. 1850 wurde es Sitz eines Bezirksgerichts (Gerichtsbezirk Beneschau).
1871 erhielt Beneschau Eisenbahnanschluss, der 1895 zu einem Verkehrsknotenpunkt ausgebaut wurde.
Bis zum Ende des Ersten Weltkrieges war Beneschau Garnisonsstadt der k.u.k. Monarchie. Es lagen hier das II. Bataillon des Böhmischen Infanterie-Regiments Nr. 102 und das II. Bataillon des k.k. Landwehr-Infanterie-Regiments Nr. 28. Wegen der Befürchtung möglicher politischer Unruhen wurde 1916 das 2. Regiment der Tiroler Kaiserjäger mit seinem Ersatztruppenteil von Bozen nach Beneschau verlegt.
Während des Zweiten Weltkrieges wurde die Stadt zeitweilig zwangsevakuiert, da die Waffen-SS in der Gegend von Neweklau den SS-Truppenübungsplatz Böhmen betrieb.
Eine deutliche Industrialisierung setzte erst nach 1945 mit der Ansiedlung einer Baumaschinenfabrik und der Nahrungsmittelindustrie ein.

## Stadtgliederung

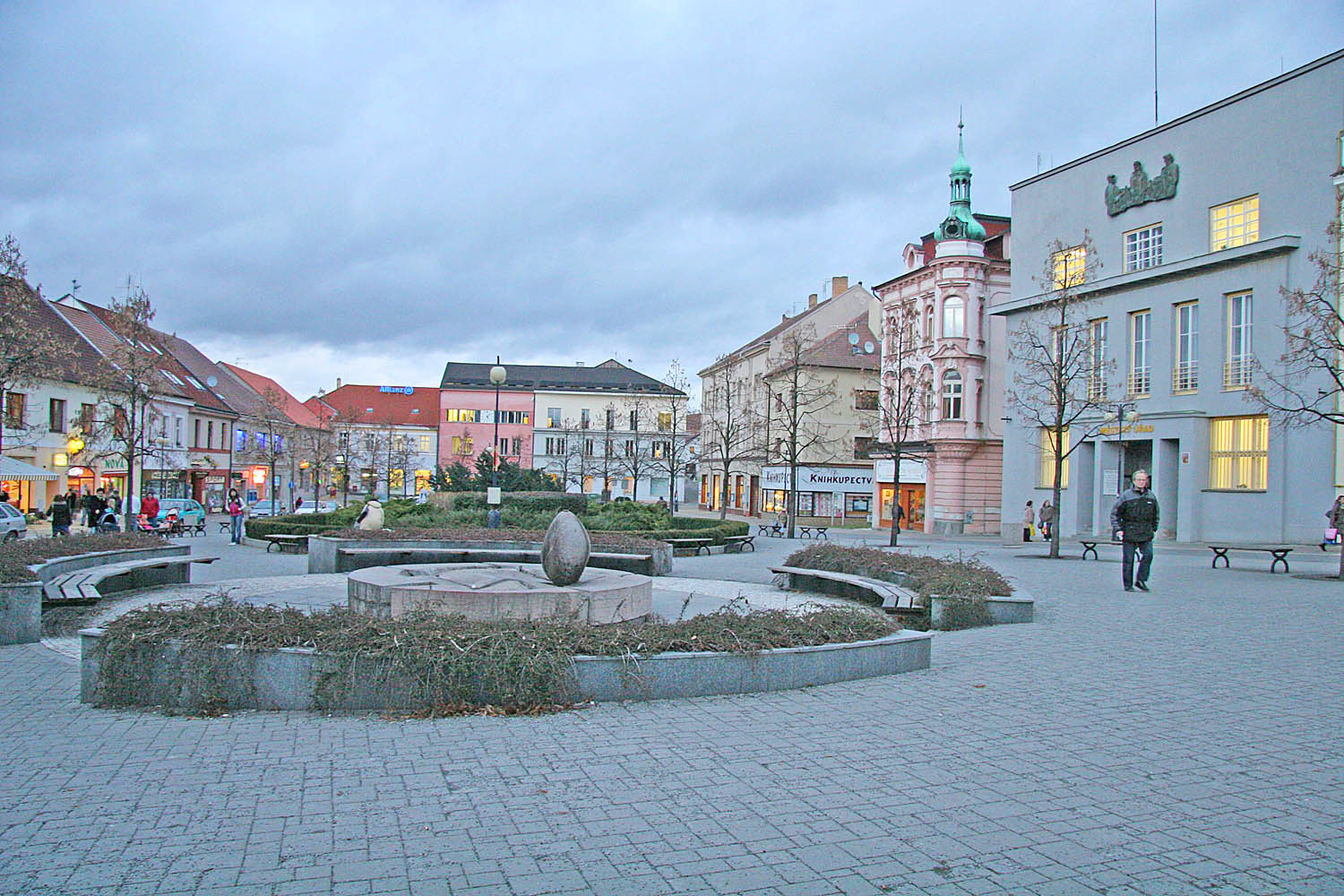
Masarykovo náměstí

Die Stadt Benešov besteht aus den Ortsteilen Baba, Bedrč, Benešov, Boušice, Buková Lhota, Červený Dvůr, Dlouhé Pole, Chvojen, Konopiště, Mariánovice, Okrouhlice, Pomněnice, Radíkovice, Úročnice und Vidlákova Lhota.

## Sehenswürdigkeiten

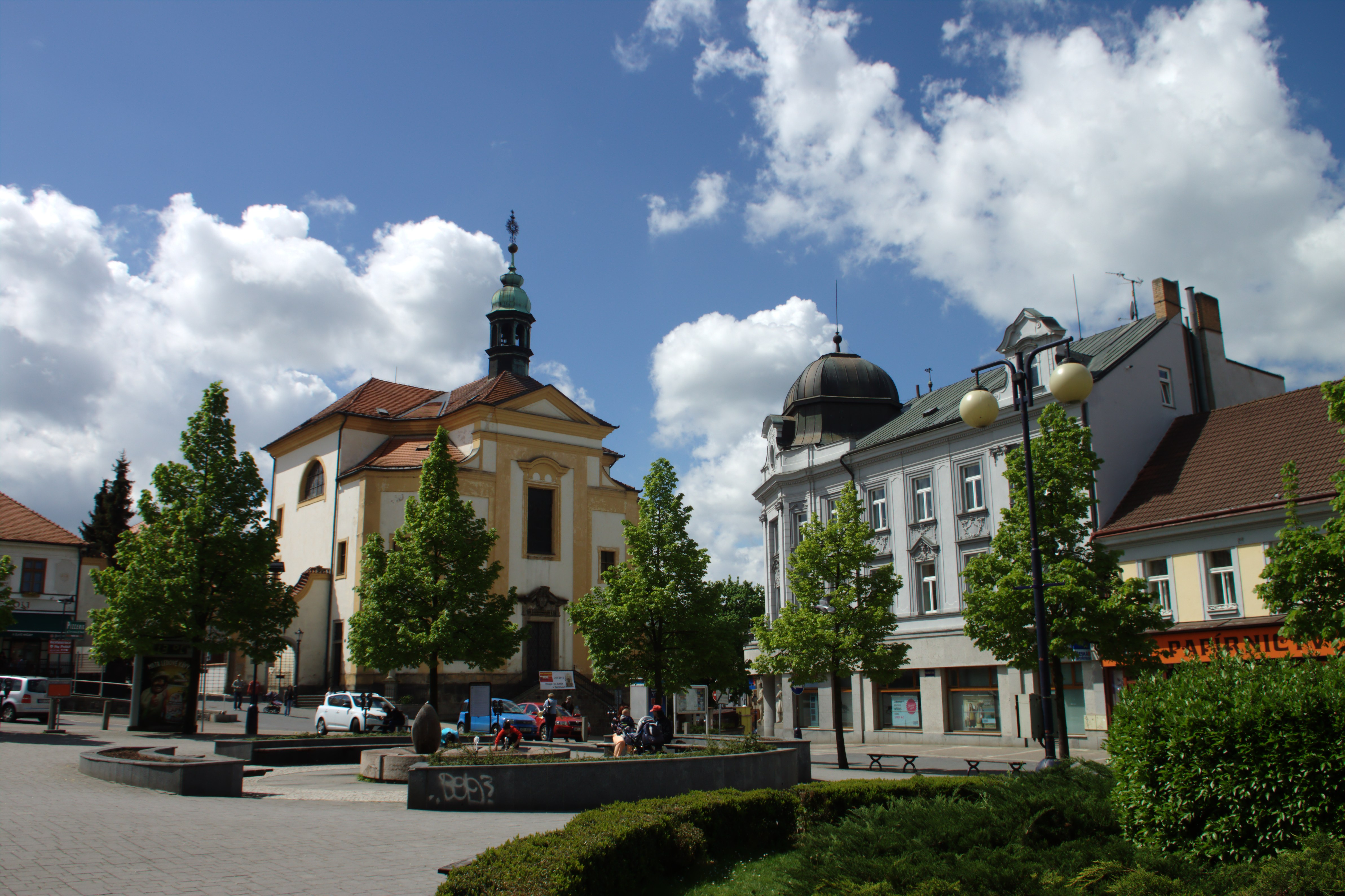
Annakapelle

- Die St.-Anna-Kirche des Piaristenkollegs wurde von 1705 bis 1715 nach Plänen des Architekten Giovanni Battista Alliprandi errichtet.
- Schloss Konopiště, zwei Kilometer westlich der Stadt im Ortsteil Konopiště
- Alter jüdischer Friedhof und Neuer jüdischer Friedhof

## Persönlichkeiten

### Söhne und Töchter der Stadt
- Jaroslaus Schaller (1738–1809), Piarist, Historiker und Topograph
- Józef Javurek (1756–1840), Pianist, Dirigent und Komponist
- Karel Nový (1890–1980), Schriftsteller und Journalist
- Pavel Liška (1941–2021), tschechisch-deutscher Kunsthistoriker, Hochschuldirektor und Publizist
- Vladimír Hirsch (* 1954), Musiker
- Miroslav Beránek (* 1957), Fußballspieler und -trainer
- Luboš Račanský (* 1964), Sportschütze
- Jaroslav Šebek (* 1970), Historiker
- Miroslav Januš (* 1972), Sportschütze
- Jiří Štajner (* 1976), Fußballspieler
- Kateřina Winterová (* 1976), Schauspielerin und Sängerin
- Máša Málková (* 1983), Schauspielerin
- Martin Macík (* 1989), Rallyefahrer

### In Benešov lebten und wirkten
- Michael Schwenke (1563–1610), Hauptvertreter der hervorragenden Bildhauerschule
- Jakub Husník (1837–1916), Maler, Zeichenlehrer und Erfinder des verbesserten Lichtdruckes (neue Reproduktionstechnik des Druckes von der Fläche)
- Emanuel Engel (1844–1907), tschechischer Arzt und Politiker
- Josef Suk (1874–1935), tschechischer Komponist und Violinist
- Emil Artur Longen (1885–1936), tschechischer Regisseur, Dramaturg, Maler, Autor
- Salo Flohr (1908–1983), bedeutender Schachgroßmeister